# Åh, vilka tider
«Åh, vilka tider» — песня шведского квартета ABBA, тогда ещё известного как Björn & Benny, Agnetha & Anni-Frid. Ведущий вокал в песне принадлежит Ульвеусу.
Композиция, написанная Андерссоном и Ульвеусом, была записана в Стокгольме 7 июня 1972 года. Через полгода, в феврале 1973 года, она была использована в качестве стороны «Б» для шведского релиза сингла «Ring ring (bara du slog en signal)». Выпуск оказался настолько успешным, что не только первая, но и вторая сторона сингла смогла попасть в популярный радиочарт шведского радио Svensktoppen. Под прикрытием «Ring Ring», удерживавшей первую строчку хит-парада с 11 марта, «Åh, vilka tider» вошла в чарт 29 апреля и добралась до шестой позиции.
Песня интересна тем, что является единственной композицией группы, записанной и выпущенной исключительно на шведском языке. Возможно, поэтому она не была включена на первый LP группы «Ring Ring» — ни на шведское, ни на международное издание. Справедливость была восстановлена лишь в 2005 году, когда «Åh, vilka tider» стала бонус-треком на «Ring Ring», переизданном в составе «The Complete Studio Recordings».